# 新酷音輸入法
新酷音輸入法是一種智慧型注音及拼音猜字輸入法，透過智慧型的字庫分析、習慣記錄學習與預測分析，使輸入的人為選字機率降至最低，進而提升中文打字的的效率。

## 開發緣起

### 酷音輸入法
酷音輸入法來自台灣大學兩位學生龔律全與陳康本 ，於1999年到2000年之間的研究專題，由中央研究院資訊研究所徐讚昇博士提供相關技術指導，以及經費、設備等相關支援，專題完成之後，酷音輸入法的成果以 GPL 授權方式釋出。

### 新酷音輸入法
2001年後，原本的酷音輸入法不再維護，也因為綁死於 xcin 輸入法架框的設計，無法應用於其他的中文環境。2002年～2003年間，酷音輸入法由 Tim Hsu (徐千洋) 與 jserv（黃敬群）移植到 Linux 純文字中文終端機環境 JMCCE 下，2003年酷音輸入法則被改寫移植於 MacOS X 環境下。在2004 年，鑑於開發資源分散，由各方的熱心人士接手後續的維護支援等開發撰寫，重新成立「新酷音輸入法」專案以集中發展，同時也將輸入法移植到更多作業系統上，目前主要的 Linux 套件，例如 Ubuntu、Debian、Mandriva Linux，或是 Unix-Like 的作業系統 Solaris、BSD（FreeBSD/NetBSD/OpenBSD）等，皆已收錄新酷音輸入法。此外包含視窗作業系統（Windows 98/Me/2000/XP/Vista/7/8），以及Mac OS X（SpaceChewingOSX 專案網站 以及 OpenVanilla 輸入法架框）也都有相對支援的版本。
2013年，由洪任諭重啟了 Windows 版新酷音計劃，並重新以文字服務框架架構改寫 Windows 版本的新酷音輸入法。

## 鍵盤支援
- 大千式鍵盤（標準鍵盤）
- 許氏鍵盤
- IBM鍵盤
- 精業鍵盤
- 倚天鍵盤
- 倚天26鍵鍵盤
- DVORAK鍵盤
- DVORAK+許氏鍵盤
- 漢語拼音
- 國音二式
- 台灣華語羅馬拼音

## 關連條目
- 中文输入法列表

## 外部連結
- 新酷音輸入法：
  - 使用者的討論群組 （页面存档备份，存于）
  - 開發者的討論群組 （页面存档备份，存于）（位在Google Groups）
- 新酷音開發專案的 GitHub （页面存档备份，存于）
- Windows PIME Github Release Page （页面存档备份，存于）